# Cérémonie de Remise des Prix de la FIA
La Cérémonie de Remise des Prix de la FIA est un événement annuel organisé par la Fédération Internationale de l'Automobile (FIA) qui honore les champions FIA au cours de la saison écoulée.
Diverses distinctions sont également émises comme les lauréats des prix Personnalité de l'année, Action de l'année et Rookie de l'année.

## Localisation
| Année | Pays        | Ville             |
| ----- | ----------- | ----------------- |
| 2011  | Inde        | New Delhi         |
| 2012  | Turquie     | Istanbul          |
| 2013  | France      | Paris             |
| 2014  | Qatar       | Doha              |
| 2015  | France      | Paris             |
| 2016  | Autriche    | Vienne            |
| 2017  | France      | Paris             |
| 2018  | Russie      | Saint-Pétersbourg |
| 2019  | France      | Paris             |
| 2020  | Suisse      | Genève            |
| 2021  | France      | Paris             |
| 2022  | Italie      | Bologne           |
| 2023  | Azerbaïdjan | Bakou             |
| 2024  | Rwanda      | Kigali            |

### Personnalité de l'année
| Année | Gagnant        | Série                            | Rôle                  |
| ----- | -------------- | -------------------------------- | --------------------- |
| 2013  | Robert Kubica  | Championnat du monde des rallyes | Pilote                |
| 2014  | Lewis Hamilton | Formule 1                        | Pilote                |
| 2015  | Max Verstappen | Formule 1                        | Pilote                |
| 2016  | Max Verstappen | Formule 1                        | Pilote                |
| 2017  | Max Verstappen | Formule 1                        | Pilote                |
| 2018  | Lewis Hamilton | Formule 1                        | Pilote                |
| 2019  | Niki Lauda     | Formule 1                        | Personnel de l'équipe |
| 2020  | Lewis Hamilton | Formule 1                        | Pilote                |
| 2021  | Lewis Hamilton | Formule 1                        | Pilote                |

### Action de l'année
Le prix FIA Action of the Year permet aux fans de sport automobile de choisir un événement déterminant de l'année sportive. Le vote pour le prix est effectué par des fans sur le site officiel de la FIA.
| Année | Gagnant         | Série                             | Événement                                                         |
| ----- | --------------- | --------------------------------- | ----------------------------------------------------------------- |
| 2014  | Max Verstappen  | Championnat d'Europe de Formule 3 | Dépassement sur Antonio Giovinazzi à Imola.                       |
| 2015  | Max Verstappen  | Formule 1                         | Dépassement sur Felipe Nasr au Grand Prix de Belgique.            |
| 2016  | Max Verstappen  | Formule 1                         | Dépassement sur Nico Rosberg au Grand Prix du Brésil.             |
| 2017  | Esapekka Lappi  | Championnat du monde des rallyes  | Saut au Rallye de Portugal.                                       |
| 2018  | Teemu Suninen   | Championnat du monde des rallyes  | Manœuvre de rattrapage au Rallye de Finlande.                     |
| 2019  | Max Verstappen  | Formule 1                         | Dépassement sur Charles Leclerc au Grand Prix de Grande-Bretagne. |
| 2020  | Kimi Räikkönen  | Formule 1                         | Premier tour du Grand Prix du Portugal.                           |
| 2021  | Fernando Alonso | Formule 1                         | Défense sur Lewis Hamilton au Grand Prix de Hongrie               |

### Rookie de l'année

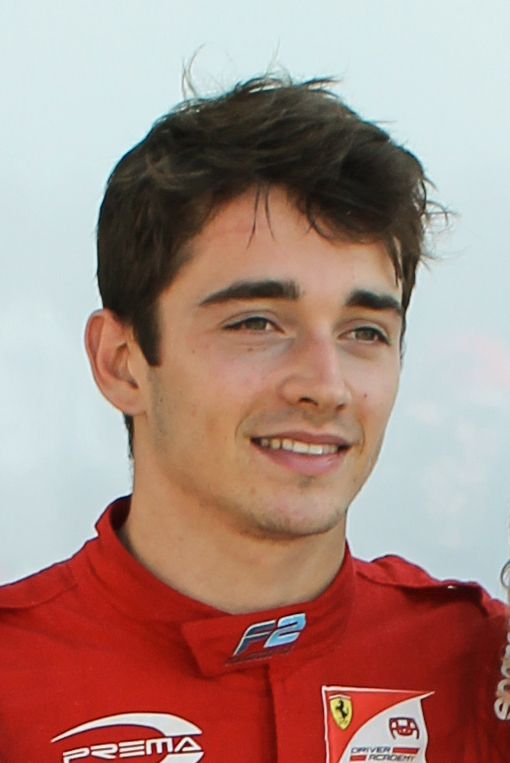
Charles Leclerc : lauréat du prix Rookie of the Year en 2017 et 2018.

Le FIA Rookie of the Year est sélectionné parmi les pilotes qui ont terminé leur première saison dans un championnat labelisé FIA. Les séries éligibles incluent le Championnat du Monde FIA de Formule 1, le Championnat du Monde des Rallyes, le Championnat d' Europe des Rallyes, le Championnat du Monde des Voitures de Tourisme, le Championnat du Monde d'Endurance FIA , le Championnat du Monde de Rallycross, le Championnat d'Europe de Rallycross, le Championnat FIA de Formule 2 et le Championnat du Monde CIK Karting KF.
| Année | Gagnant         | Série                              |
| ----- | --------------- | ---------------------------------- |
| 2014  | Daniel Kvyat    | Formule 1                          |
| 2015  | Max Verstappen  | Formule 1                          |
| 2016  | Kevin Hansen    | Championnat d'Europe de rallycross |
| 2017  | Charles Leclerc | Formule 2                          |
| 2018  | Charles Leclerc | Formule 1                          |
| 2019  | Alexander Albon | Formule 1                          |
| 2020  | Yuki Tsunoda    | Formule 2                          |
| 2021  | Oscar Piastri   | Formule 2                          |